# Уорнер-Робинс
Уорнер-Робинс (англ. Warner Robins) — город в США, в штате Джорджия, в округе Хьюстон.

## География и климат
Город расположен в центральной части штата Джорджия, примерно в 10 милях к югу от Мейкона. По данным Бюро переписи населения США площадь города составляет 91,6 км², из них примерно 0,7 км² (0,8 %) занимают открытые водные поверхности.
Средняя температура января составляет 9 °C; средняя температура июля — 27 °C. Рекордно высокая температура (42 °C) была зафиксирована в 1980 году, а рекордно низкая (-18 °C) — в 1985 году. Годовая норма осадков составляет около 1170 мм.

## Население
По данным переписи 2010 года население Уорнер-Робинс составляет 66 588 человек, что делает его 11-м по величине городом штата. Плотность населения — около 828 чел/км². Расовый состав: белые (50,0 %); афроамериканцы (36,6 %); коренные американцы (0,3 %); азиаты (2,6 %); жители островов Тихого океана (0,07 %); представители других рас (10,0 %) и представители двух и более рас (2,6 %). Латиноамериканцы всех рас составляют 15,6 % населения.
28,0 % населения города — лица в возрасте младше 18 лет; 9,6 % — от 18 до 24 лет; 31,9 % — от 25 до 44 лет; 20,2 % — от 45 до 64 лет и 10,8 % — 65 лет и старше. Средний возраст населения — 33 года. На каждые 100 женщин приходится 94,2 мужчин. На каждые 100 женщин в возрасте старше 18 лет — 90,1 мужчин.
Средний доход на домохозяйство — $38 401; средний доход на семью — $44 217. Средний доход на душу населения — $18 121. Примерно 11,0 % семей и 13,2 % населения проживали за чертой бедности.
Динамика численности населения города по годам:
| 1960   | 1970   | 1980   | 1990   | 2000   | 2010   |
| ------ | ------ | ------ | ------ | ------ | ------ |
| 18 633 | 33 491 | 39 893 | 43 726 | 48 804 | 66 588 |

## Известные уроженцы
- Бобби Икес — американская актриса, кантри-певица и телеведущая